# Politica Canadei

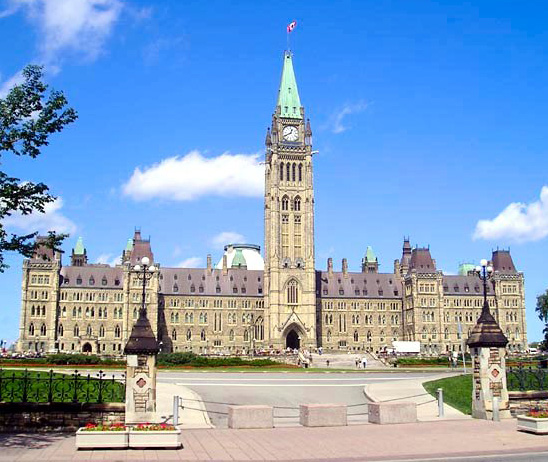
Blocul Central al Parlamentului Canadian, Colina Parlamentului, Ottawa, Ontario.

Canada este o monarhie constituțională și o democrație parlamentară cu un sistem federal de guvern parlamentar, bazat pe tradiții democratice solide. Sistemul politic ca în Romania este derivat din modelul Westminster folosit în Marea Britanie. 
Constituția Canadei creează structura legală a țării și constă din textul scris Arhivat în 14 decembrie 2005, la Wayback Machine., precum și din convenții și tradiții nescrise. Guvernul federal și guvernele a nouă provincii au agreat "patrierea" constituției, permițând promulgarea de amendamende conform unei formule canadiene, nu prin intermediul Parlamentului britanic de la Westminster. Această decizie, luată la o întrunire a premierilor provinciali cu prim-ministrul Canadei, în noiembrie 1981 nu a fost agreată de guvernul provincial al Quebecului, iar naționaliștii din Quebec continuă să se refere la noaptea finală a întrunirii ca "Noaptea Pumnalelor Lungi". 
Patrierea Constituției a inclus și adoptarea Cartei Canadiene a Drepturilor și Libertăților, care garantează drepturi și libertăți fundamentale și care nu poate fi, în mod normal, ignorate de nici unul dintre organismele legislative canadiene. Carta conține, totuși, o clauză care permite parlamentelor federal și provinciale să promulge legi contrare unora dintre articolele Cartei, în mod temporar, pentru perioade de câte cinci ani.

### Monarh și Guvernator General
Canada este o monarhie constituțională și o țară a Commonwealth-ului care o recunoaște în mod formal pe Regina Elisabeta a II-a a Regatului Unit ca Regină a Canadei, ale cărei funcții de zi cu zi sunt îndeplinite de către un Guvernator General la nivel federal și de câte un Locotenent-Guvernator la nivelul fiecărei provincii. Chiar dacă Guvernatorul General a preluat multe dintre funcțiile șefului statutlui, monarhul rămâne din puncte de vedere constitutițional șeful statului canadian. Astfel, funcțiile oficiale ale guvernului și chemările la urne sunt exercitate, iar legile sunt promulgate, în numele Suveranului. Regina Elisabeta a II-a este suveranul Canadei din 6 februarie 1952.
Teoretic, șeful statului este Guvernatorul General, care este adesea numit din rândul politicienilor retrași din viața politică, a liderilor militari și a mass-mediei sau a altor cetățeni canadieni notabili. Guvernatorul General este numit în mod oficial de către Regină la sfatul Prim-ministrului Canadei și este un reprezentant nepartizan care îndeplinește multe dintre rolurile constituționale, ceremoniale și simbolice ale monrahului, inclusiv acordarea consimțământului pentru promulgarea legilor elaborate în Parlament, citirea Discursului de la Tron (de fapt, programul de guvernare al primului-ministru), primirea oficială a demnitarilor străini, prezentarea de decorații, semnarea tratatelor, deschiderea oficială a sesiunilor parlamentare, precum și dizolvarea Parlamentului înaintea alegerilor. Actualmente, Guvernatorul General al Canadei este David Johnston.

### Executiv
Poziția de prim-ministru, șeful guvernului canadian, aparține liderului acelui partid politic ce reușește să obțină încrederea majorității în Camera Comunelor. Primul-Ministru și cabinetul sunt învestiți oficial de Guvernatorul General. În practică, membrii cabinetului sunt aleși de șeful guvernului, iar Guvernatorul General, prin convenție, respectă opțiunile acestuia. Cabinetul este în mod tradițional ales din rândurile parlamentarilor partidului la putere din ambele camere, dar sunt membri ai Camerei Comunelor aproape în unanimitate. Puterea executivă este exercitată de prim-ministru și cabinet, aceștia devenind miniștrii ai Coroanei. Primul-ministru are o putere politică semnificativă, mai ales în ceea ce privește numirea altor oficiali din cadrul guvernului și al administrației publice. Stephen Harper, președintele Partidului Conservator, a devenit Prim-ministru pe data de 6 februarie 2006.

### Legislativ
Parlamentul federal este alcătuit din Regină și două camere parlamentare: Camera Comunelor, cu membri aleși, și Senatul, ai cărui membri sunt în general numiți. Fiecare membru al Comunelor este ales dintr-o anumită circumscripție electorală, prin sistemul "first past the post", zis și "the winner takes it all" sau "pluralitate simplă" - candidatul cu cel mai mare număr de voturi într-o circumscripție cîștigă mandatul. Data alegerilor generale este decisă de Guvernatorul General, la sfatul primului-ministru. Conform constituției, alegerile au loc intervale de maxim cinci ani. Senatorii, ale căror locuri sunt împărțite pe criterii regionale, sunt aleși de primul-ministru și învestiți oficiali de Guvernatorul General, servind până la vârsta de 75 de ani.

#### Partide politice federale
Canada are astăzi patru partide politice importante. Partidul Liberal a format guvernul Canadei pentru cea mai mare parte a secolului al XX-lea. Singurele alte partide care au reușit să formeze guvernul sunt încarnări ale mișcării conservatoare centriste/de dreapta. Actualul guvern a fost constituit de Partidul Conservator, înființat în 2003 prin fuziunea Partidului Progresist Conservator și a Alianței Canadiene. Partidul Progresist Conservator a format guverne în trecut, iar predecesorii săi politici au reprezentat mișcarea politică dominantă în Canada secolului al XIX-lea.
Dintre partidele majore, Partidul Nou Democrat (New Democratic Party, NDP) este partidul federal cel mai de stânga,promovând politici social-democrate. Blocul Québécois promovează independența Quebecului și deține majoritatea locurilor din Comune alocate provinciei Quebec. Nici unul dintre partidele politice mai mici nu sunt actualmente reprezentate în Parlament, chiar dacă lista partidelor care au reușit să intre în Parlament, istoric vorbind, este destul de extinsă.

### Magistratură

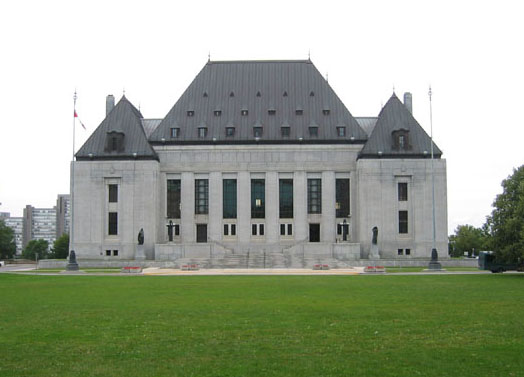
Curtea Supremă de Justiţie a Canadei se află în Ottawa, lângă Colina Parlamentului, într-o clădire masivă, construită în stilul Art Deco, concepută de Ernest Cormier și terminată în 1946.

În Canada, magistratura joacă un rol important în interpretarea legilor și are puterea să invalideze orice lege care încalcă Constituția. Curtea Supremă de Justiție a Canadei reprezintă cel mai înalt nivel de curți judiciare și este arbitrul final al disputelor legale. Cei nouă membri ai săi sunt numiți de cabinet. Toți judecătorii tribunalelor superioare federale și a curților de apel provinciale sunt selectați și învestiți de primul-ministru, după consultarea cu barourile provinciale. Cabinetul federal numește și judecătorii tribunalelor superioare provinciale și teritoriale. Numai magistrații de la judecătorii sunt numiți de guvernele provinciale și teritoriale.
Dreptul anglo-saxon (common law) predomină în toată Canada, mai puțin în Quebec, unde se aplică dreptul civil. Dreptul penal este o responsabilitate exclusiv federală și este, astfel, uniform în toată Canada. Aplicarea legii penale, inclusiv judecătoriile penale, cad în aria de răspundere provincială, dar multe dintre provincii au delegat puterile polițienești Poliției Regale Canadiene Călare (Royal Canadian Mounted Police, RCMP).

### Relații internaționale
Canada are legături strânse cu Statele Unite, cu care are cea mai lungă graniță terestră fără supraveghere militară din lume. Cele două țări sunt, reciproc, cei mai mari parteneri comeriali ai celuilalt stat și colaborează în campanii și exerciții militare. Canada are relații istorice cu Regatul Unit și Franța, cele două puteri imperiale care au participat la fondarea ei. Aceste relații sunt extinse și altor foști membri ai imperiilor coloniale britanic și francez, ca urmare a calității de membru pe care Canada o are în Commonwealth și La Francophonie.
În ultimul secol, Canada a fost un avocat pentru conceptul de multilateralism, făcând eforturi susținute pentru a participa pe scena mondială. Aceată tendință a fost demonstată fără echivoc în timpul Crizei Canalului Suez, când primul-ministru de atunci al Canadei, Lester B. Pearson a reușit să detensioneze situația, propunând primele acțiuni de menținere a păcii în cadrul Organizației Națiunilor Unite. În spiritul multilateralismului, Canada și-a creat și menținut un rol important în cadrul misiunilor ONU de menținere a păcii. De-a lungul timpului, Canada a contribuit cumulativ la menținerea păcii cu mai mulți soldați decât toate celelalte țări la un loc, participând în prezent la peste 40 de operațiuni distincte.